# Campeonato Europeo de Atletismo de 1994
El XVI Campeonato Europeo de Atletismo se celebró en Helsinki (Finlandia) entre el 7 y el 14 de agosto de 1994 bajo la organización de la Asociación Europea de Atletismo y la Federación Finlandesa de Atletismo.
Las competiciones se llevaron a cabo en el Estadio Olímpico de Helsinki. 

## Resultados

### Masculino
| Evento             | Oro                                                                           | Plata                                                                                         | Bronce                                                                              |
| ------------------ | ----------------------------------------------------------------------------- | --------------------------------------------------------------------------------------------- | ----------------------------------------------------------------------------------- |
| 100 m              | Linford Christie Reino Unido 10,14 s                                          | Geir Moen · Noruega · 10,20 s                                                                 | Aleksander Porkhomovski · Rusia · 10,31 s                                           |
| 200 m              | Geir Moen · Noruega · 20,30                                                   | Vladislav Dologodin · Ucrania · 20,47                                                         | Patrick Stevens · Bélgica · 20,68                                                   |
| 400 m              | Duaine Ladejo Reino Unido 45,09                                               | Roger Black Reino Unido 45,20                                                                 | Matthias Rusterholz · Suiza · 45,96                                                 |
| 800 m              | Andrea Benvenuti · Italia · 1:46,12                                           | Vebjørn Rodal · Noruega · 1:46,53                                                             | Tomás de Teresa · España · 1:46,57                                                  |
| 1.500 m            | Fermín Cacho · España · 3:35,27                                               | Isaac Viciosa · España · 3:36,01                                                              | Branko Zorko · Croacia · 3:36,88                                                    |
| 5.000 m            | Dieter Baumann · Alemania · 13:36,93                                          | Rob Denmark Reino Unido 13:37,50                                                              | Abel Anton · España · 13:38,04                                                      |
| 10 000 m           | Abel Anton · España · 28:06,03                                                | Vincent Rousseau · Bélgica · 28:06,63                                                         | Stephane Franke · Alemania · 28:07,95                                               |
| 110 m vallas       | Colin Jackson Reino Unido 13,08                                               | Florian Schwarthoff · Alemania · 13,16                                                        | Tony Jarrett Reino Unido 13,23                                                      |
| 400 m vallas       | Oleg Tverdokhleb · Ucrania · 48,06                                            | Sven Nylander · Suecia · 48,22                                                                | Stéphane Diagana Francia 48,23                                                      |
| 3.000 m obstáculos | Alessandro Lambruschini · Italia · 8:22,40                                    | Angelo Carosi · Italia · 8:23,53                                                              | William van Dijck · Bélgica · 8:24,86                                               |
| 20 km marcha       | Mijail Shchennikov · Rusia · 1:18:45                                          | Yevgueni Misiulia Bielorrusia 1:19:22                                                         | Valentí Massana · España · 1:20:39                                                  |
| 50 km marcha       | Valeri Spitsin · Rusia · 3:41:07                                              | Thierry Toutain Francia 3:43:52                                                               | Giovanni Perricelli · Italia · 3:43:55                                              |
| Maratón            | Martín Fiz · España · 2:10:31                                                 | Diego García · España · 2:10:46                                                               | Alberto Juzdado · España · 2:11:18                                                  |
| Salto de altura    | Steinar Hoen · Noruega · 2,35 m                                               | Artur Partyka · Polonia · Steve Smith · Reino Unido · 2,33 m                                  | —                                                                                   |
| Salto con pértiga  | Rodion Gataullin · Rusia · 6,00                                               | Igor Trandenkov · Rusia · 5,90                                                                | Jean Galfione Francia 5,85                                                          |
| Salto de longitud  | Ivailo Mladenov Bulgaria 8,09                                                 | Milan Gombala · República Checa · 8,04                                                        | Konstandinos Koukodimos · Grecia · 8,01                                             |
| Salto triple       | Denis Kapustin · Rusia · 17,62                                                | Serge Hélan Francia 17,55                                                                     | Māris Bružiks Letonia 17,20                                                         |
| Peso               | Aleksander Klimenko · Ucrania · 20,78                                         | Aleksander Bagach · Ucrania · 20,34                                                           | Roman Virastiuk · Ucrania · 19,59                                                   |
| Disco              | Vladimir Dubrovshchik Bielorrusia 64,78                                       | Dimitri Shevchenko · Rusia · 64,56                                                            | Jürgen Schult · Alemania · 64,18                                                    |
| Martillo           | Vasili Sidorenko · Rusia · 81,10                                              | Igor Astapkovich Bielorrusia 80,40                                                            | Heinz Weis · Alemania · 78,48                                                       |
| Jabalina           | Steve Backley Reino Unido 85,20                                               | Seppo Räty · Finlandia · 82,90                                                                | Jan Železný · República Checa · 82,58                                               |
| 4 x 100 m          | Francia Hermann Lomba Éric Perron Jean Charles Trouabal Daniel Sangouma 38,57 | Ucrania · Sergei Osovich · Oleg Kramarenko · Dimitri Vanaikin · Vladislav Dologodin · 38,98   | Italia · Ezio Madonia · Domenico Nettis · Giorgio Marras · Sandro Floris · 38,99    |
| 4 x 400 m          | Reino Unido David McKenzie Roger Black Brian Whittle Duaine Ladejo 2:59,13    | Francia Pierre-Marie Hilaire jacques Farraudiére Jean Louis Bannouli Stéphane Diagana 3:01,11 | Rusia · Mikhail Vdovin · Dimitri Bey · Dimitri Kosov · Dimitri Golovastov · 3:03,10 |
| Decatlón           | Alain Blondel Francia 8.453 pts.                                              | Henrik Dagård · Suecia · 8.362 pts.                                                           | Lev Lobodin · Ucrania · 8.201 pts.                                                  |

### Femenino
| Evento            | Oro                                                                                  | Plata                                                                                                 | Bronce                                                                              |
| ----------------- | ------------------------------------------------------------------------------------ | --- | ----------------------------------------------------------------------------------- |
| 100 m             | Irina Privalova · Rusia · 11,02                                                      | Zhanna Tarnopolskaya · Ucrania · 11,10                                                                | Melanie Paschke · Alemania · 11,28                                                  |
| 200 m             | Irina Privalova · Rusia · 22,32                                                      | Zhanna Tarnopolskaya · Ucrania · 22,77                                                                | Galina Malchugina · Rusia · 22,90                                                   |
| 400 m             | Marie-José Pérec Francia 50,33                                                       | Svetlana Goncharenko · Rusia · 51,24                                                                  | Phyllis Smith Reino Unido 51,30                                                     |
| 800 m             | Liubov Gurina · Rusia · 1:58,55                                                      | Natalia Dukhnova Bielorrusia 1:58,55                                                                  | Liudmila Rogachova · Rusia · 1:58,69                                                |
| 1.500 m           | Liudmila Rogachova · Rusia · 4:18,93                                                 | Kelly Holmes Reino Unido 4:19,30                                                                      | Ekaterina Podkopayeva · Rusia · 4:19,37                                             |
| 5.000 m           | Sonia O´Sullivan Irlanda 8:31,84                                                     | Yvonne Murray Reino Unido 8:36,48                                                                     | Gabriela Szabo · Rumania · 8:40,08                                                  |
| 10 000 m          | Fernanda Ribeiro Portugal 31:08,75                                                   | Conceição Ferreira Portugal 31:32,82                                                                  | Daria Nauer · Suiza · 31:35,96                                                      |
| 100 m vallas      | Svetla Dimitrova Bulgaria 12,72                                                      | Yulia Graudin · Rusia · 12,93                                                                         | Yordanka Donkova Bulgaria 12,93                                                     |
| 400 m vallas      | Sally Gunnell Reino Unido 53,33                                                      | Silvia Rieger · Alemania · 54,68                                                                      | Anna Knoroz · Rusia · 54,68                                                         |
| Maratón           | Manuela Machado Portugal 2:29:54                                                     | Maria Curatolo · Italia · 2:30:33                                                                     | Adriana Barbu · Rumania · 2:30:55                                                   |
| 10 km marcha      | Sari Essayah · Finlandia · 42:37                                                     | Annarita Sidoti · Italia · 42:43                                                                      | Yelena Nikolayeva · Rusia · 42:43                                                   |
| Salto de altura   | Britta Bilac Eslovenia 2,00 m                                                        | Elena Guliayeva · Rusia · 1,96 m                                                                      | Nelé Žilinskiené · Lituania · 1,93 m                                                |
| Salto de longitud | Heike Drechsler · Alemania · 7,14                                                    | Inessa Kravets · Ucrania · 6,99                                                                       | Fiona May · Italia · 6,90                                                           |
| Salto triple      | Anna Biriukova · Rusia · 14,89                                                       | Inna Lasovskaya · Rusia · 14,85                                                                       | Inessa Kravets · Ucrania · 14,67                                                    |
| Peso              | Viktoria Pavlish · Ucrania · 19,61                                                   | Astrid Kumbernuss · Alemania · 19,49                                                                  | Svetla Mitkova Bulgaria 19,49                                                       |
| Disco             | Ilke Wyludda · Alemania · 68,72                                                      | Ellina Zvereva Bielorrusia 64,46                                                                      | Mette Bergmann · Noruega · 64,34                                                    |
| Jabalina          | Trine Hattestad · Noruega · 68,00                                                    | Karen Forkel · Alemania · 66,10                                                                       | Felicia Tilea · Rumania · 64,34                                                     |
| 4 x 100 m         | Alemania · Melanie Paschke · Silke Knoll · Bettina Zipp · Silke Lichtenhagen · 42,90 | Rusia · Natalia Anizimova · Marina Trandekova · Galina Malchugina · Irina Privalova · 42,96           | Bulgaria Desislava Dimitrova Svetlana Dimitrova Anelia Nuneva Petia Pendareva 43,00 |
| 4 x 400 m         | Francia Francine Landre Evelyn Elien Viviane Dorsile Marie-José Peréc 3:22,34        | Rusia · Natalia Khrushcheliova · Elena Andreyeva · Tatiana Sakharova · Svetlana Goncharenko · 3:24,06 | Alemania · Karin Janke · Heike Meissner · Uta Rohländer · Anja Rücker · 3:24,10     |
| Heptatlón         | Sabine Braun · Alemania · 6.419 pts.                                                 | Rita Ináncsi · Hungría · 6.404 pts.                                                                   | Urszula Włodarczyk · Polonia · 6.322 pts.                                           |

## Medallero
| Núm. | País            | Oro | Plata | Bronce | Total |
| ---- | --------------- | --- | ----- | ------ | ----- |
| 1    | Rusia           | 10  | 8     | 7      | 25    |
| 2    | Reino Unido     | 6   | 5     | 2      | 13    |
| 3    | Alemania        | 5   | 4     | 5      | 14    |
| 4    | Francia         | 4   | 3     | 2      | 9     |
| 5    | Ucrania         | 3   | 6     | 3      | 12    |
| 6    | España          | 3   | 2     | 4      | 9     |
| 7    | Noruega         | 3   | 2     | 1      | 6     |
| 8    | Italia          | 2   | 3     | 3      | 8     |
| 9    | Portugal        | 2   | 1     | 0      | 3     |
| 10   | Bulgaria        | 2   | 0     | 3      | 5     |
| 11   | Bielorrusia     | 1   | 4     | 0      | 5     |
| 12   | Finlandia       | 1   | 1     | 0      | 1     |
| 13   | Eslovenia       | 1   | 0     | 0      | 1     |
| 13   | Irlanda         | 1   | 0     | 0      | 1     |
| 15   | Suecia          | 0   | 2     | 0      | 2     |
| 16   | Bélgica         | 0   | 1     | 2      | 3     |
| 17   | Polonia         | 0   | 1     | 1      | 2     |
| 17   | República Checa | 0   | 1     | 1      | 2     |
| 19   | Hungría         | 0   | 1     | 0      | 1     |
| 20   | Rumania         | 0   | 0     | 3      | 3     |
| 21   | Suiza           | 0   | 0     | 2      | 2     |
| 22   | Croacia         | 0   | 0     | 1      | 1     |
| 22   | Grecia          | 0   | 0     | 1      | 1     |
| 22   | Letonia         | 0   | 0     | 1      | 1     |
| 22   | Lituania        | 0   | 0     | 1      | 1     |
|      | TOTAL           | 44  | 45    | 43     | 132   |